# Encarsia cerataphivora
Encarsia cerataphivora är en stekelart som beskrevs av Evans 1995. Encarsia cerataphivora ingår i släktet Encarsia och familjen växtlussteklar.
Artens utbredningsområde är Thailand. Inga underarter finns listade i Catalogue of Life.